# Sea Life Abenteuer Park
Sea Life Abenteuer Park était un parc d'attractions et animalier situé à Oberhausen en Allemagne. Propriété de Merlin Entertainments, il est alors situé en lieu et place de l'ancien parc de loisirs CentrO.Park.

## Histoire
Le parc ouvre ses portes à l'automne 1996 sous le nom CentrO.Park. Construit sur un terrain industriel à l'abandon, le parc faisait partie du projet « Neue Mitteil » et est inauguré la même année que le centre commercial CentrO. Oscar Bruch, Jr., fils d'une famille de forains prend la direction du parc en 2001 et l'agrandit de 8,5 hectares en axant son thème sur la nature. La même année, trois attractions de Huss Rides sont inaugurées : un bateau à bascule, un manège d'abeilles, un breakdance ainsi qu'une grande roue de Ronald Bussink. Le Condor ouvert en 2000 est délocalisé à Belantis en 2004.
En 2002, le parc gagne encore 5 hectares. De 2003 à 2010, le parc a pour mascotte un éléphant nommé Benjamin Blümchen. En 2005, l'entrée est complètement refaite à proximité du centre commercial CentrO. Le parc reçoit son millionième visiteur le 23 septembre 2006.
Le 23 mars 2010, Oscar Bruch, Jr. annonce dans un communiqué de presse la fermeture du parc à la fin de la saison 2010.
Merlin Entertainments signe un accord en 2011 pour reprendre l'exploitation du parc. L'ancien propriétaire forain Oscar Bruch Junior récupère quelques attractions, telles que Regenbogen Riesenrad (grande roue) ou Benjamin Blümchens Wellenflieger (chaises volantes). Le bateau à bascule Piratenschiff est relocalisé au zoo suédois de Kolmården et le manège d'abeilles Bee Bee rouvre dans le parc suédois de Furuvik. La Wild Mouse Speedy, le Breakdance Rodeo et les installations de l'entrée sont délocalisés à Skara Sommarland.
Le groupe Merlin Entertainments rouvre le site en avril 2011 avec sept attractions. Appartenant au même propriétaire, le Sea Life Centre d'Oberhausen de 2004 est distant de 100 m. En 2012, CentrO.Park est fermé pour rénovation avec Sea Life Adventure Park à Weymouth comme modèle. Avec 15 millions d'euros d'investissement, le groupe réaménage le site et y déménage Legoland Discovery Centre de Duisburg de 2008 distant de 12 km,. Ouvert le 14 avril 2013, celui-ci ouvre sur une petite parcelle du CentrO.Park. Le reste du domaine ouvre en tant que parc extérieur sous le nom de Sea Life Abenteuer Park le 25 avril 2013,,.
En 2014, l'association avec Sea Life Centre prend fin et quelques manèges sont ajoutés. Après la saison 2015, les attractions sont retirées et le parc redevient parc public en accès libre.

## Attractions
- Abenteuerspielplatz – terrain de jeux et aire de jeux aquatique (anciennement Wasser- und Abenteuerspielplatz)
- Goldwäschen – chercheurs d'or
- Hip und Hop - Tour de chute junior de S&S Worldwide, 2014
- Jeep Safari – parcours de jeeps de Metallbau Emmeln, 1996 (anciennement Traktor-Bahn)
- Labyrinth - labyrinthe
- MS Seegang - Rockin' Tug de Zamperla, 2014
- Pinguine! Abenteuer Antarktis – Bûches d'ABC Engineering, 2013
- Rutschturm – complexe de toboggans de Wiegand, 1997 (anciennement Rutschenturm)
- Shanghai Express – Train à vapeur, 2001
- Trampoline - trampoline

## Galerie

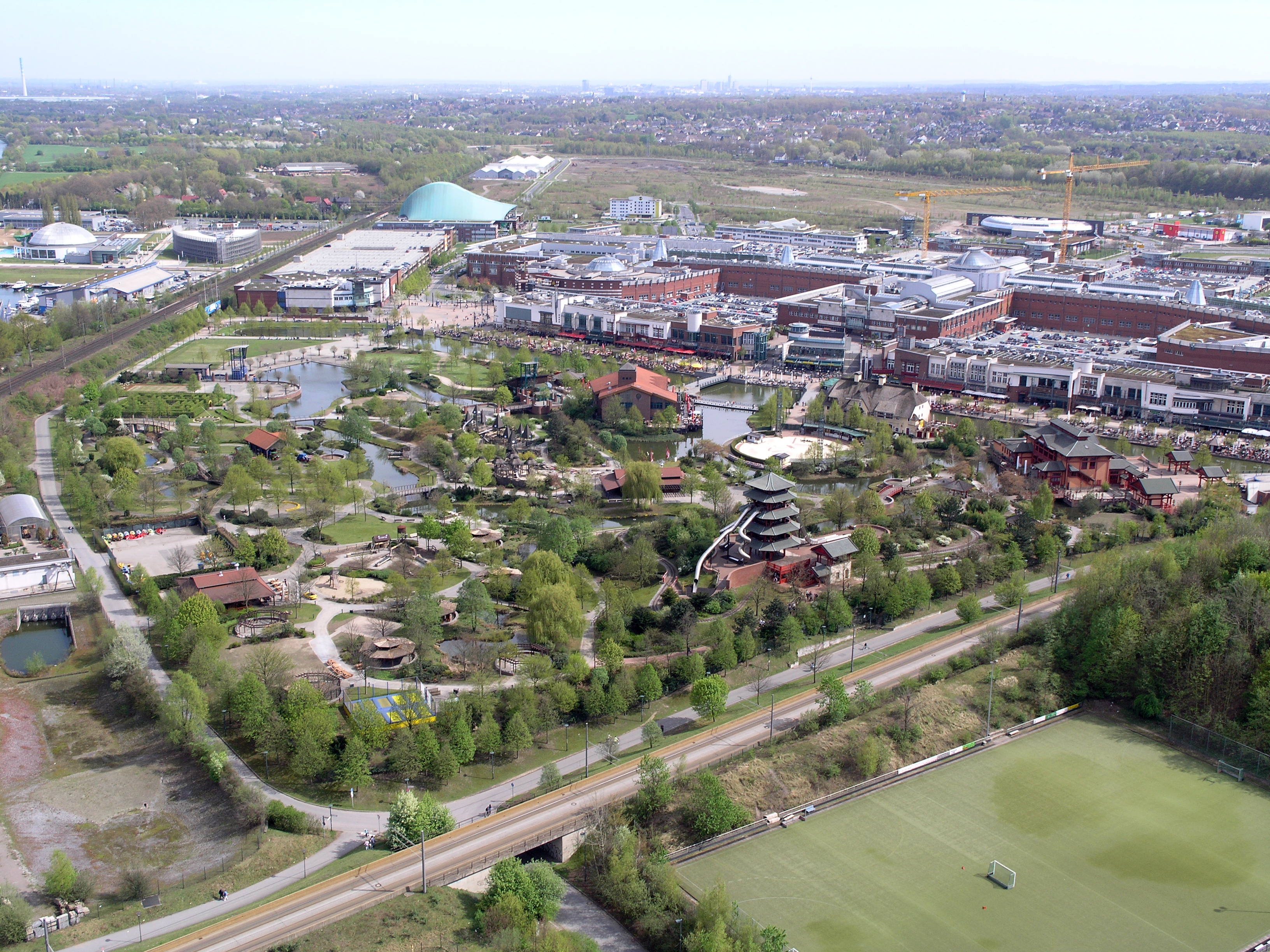
En 2011, 1re année d'exploitation de Merlin Entertainments. Vue depuis le gazomètre d'Oberhausen.
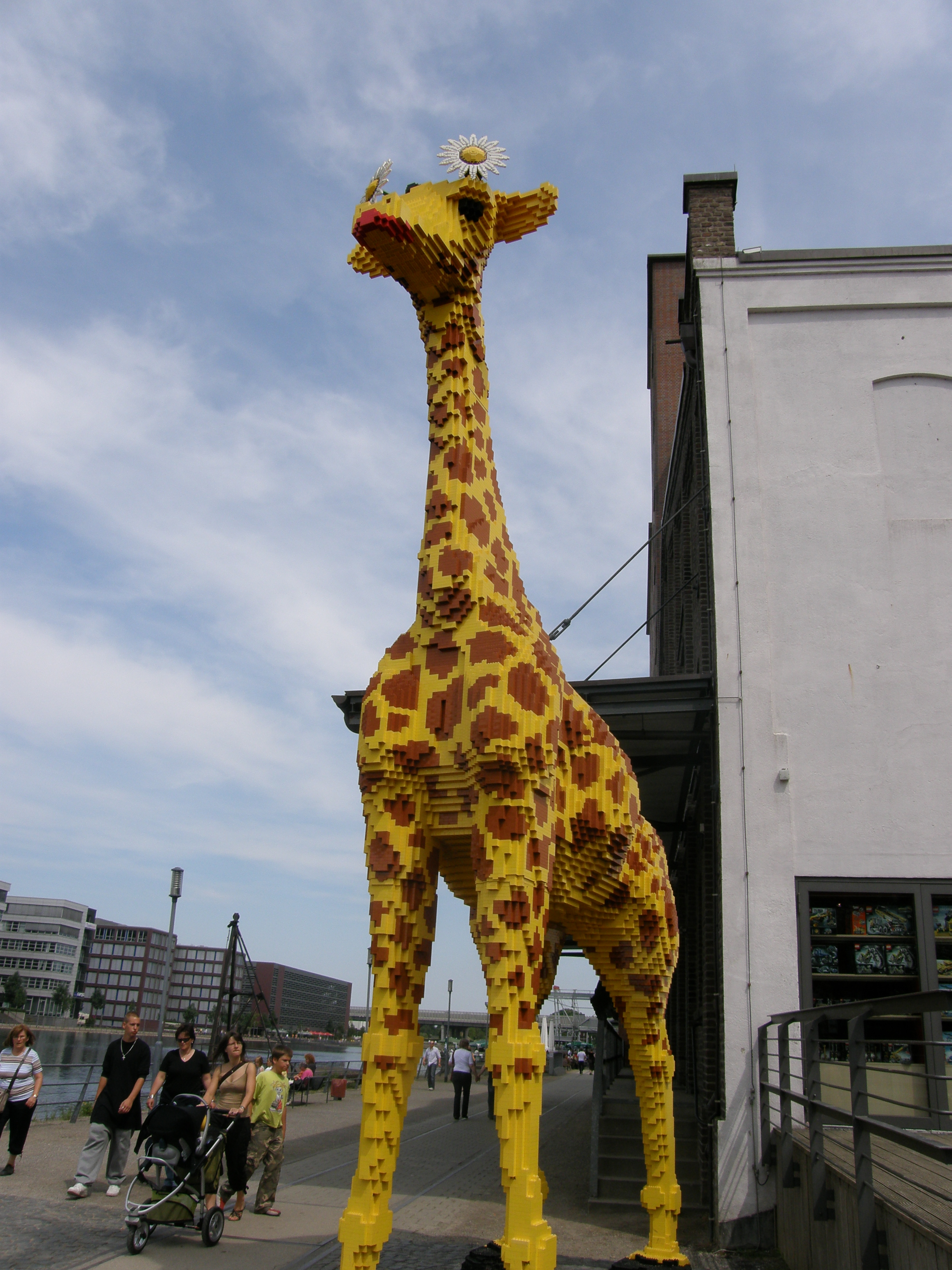
Girafe en lego au Legoland Discovery Centre de Duisburg avant son déménagement.
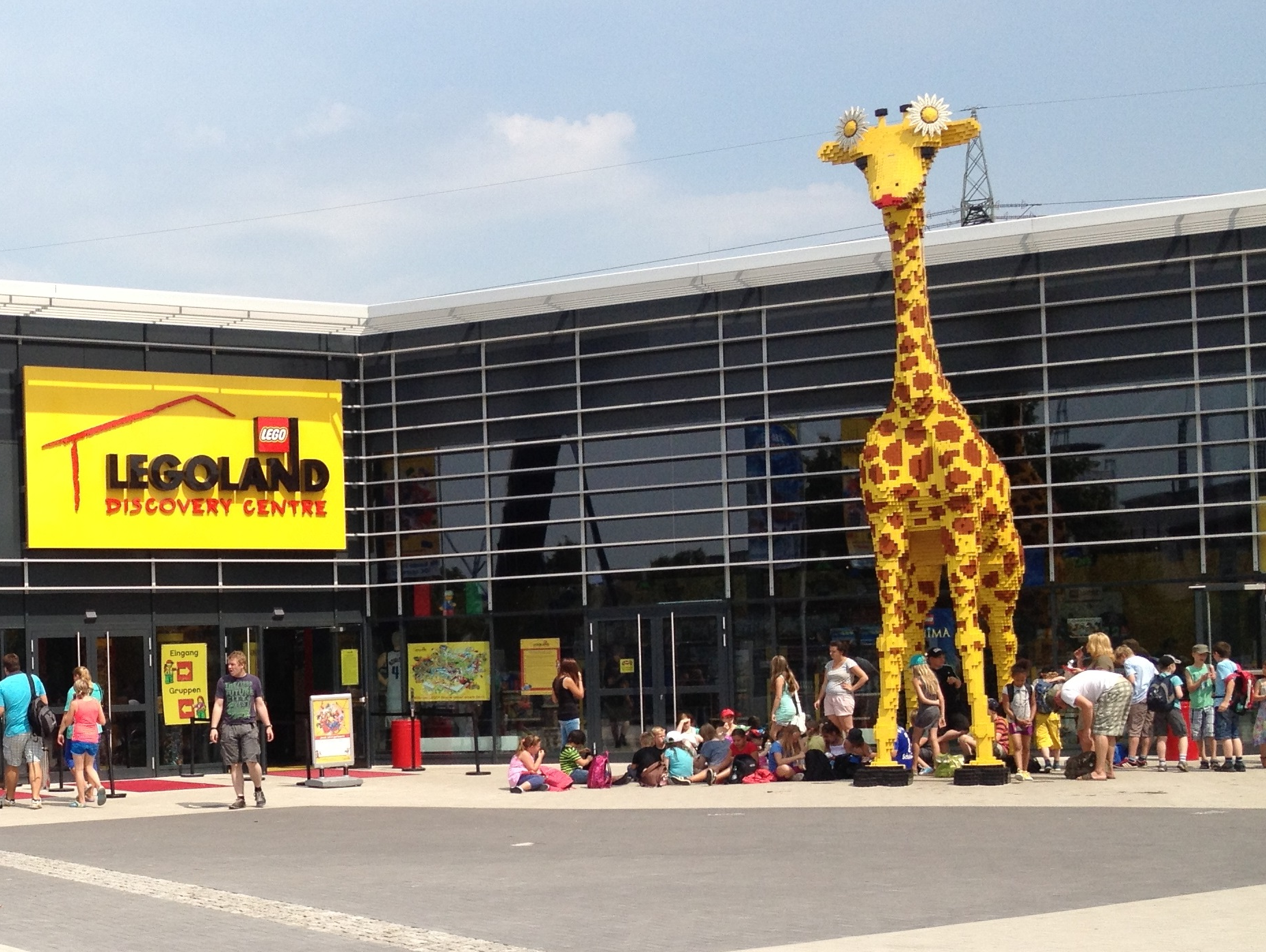
Le Legoland Discovery Centre d'Oberhausen.
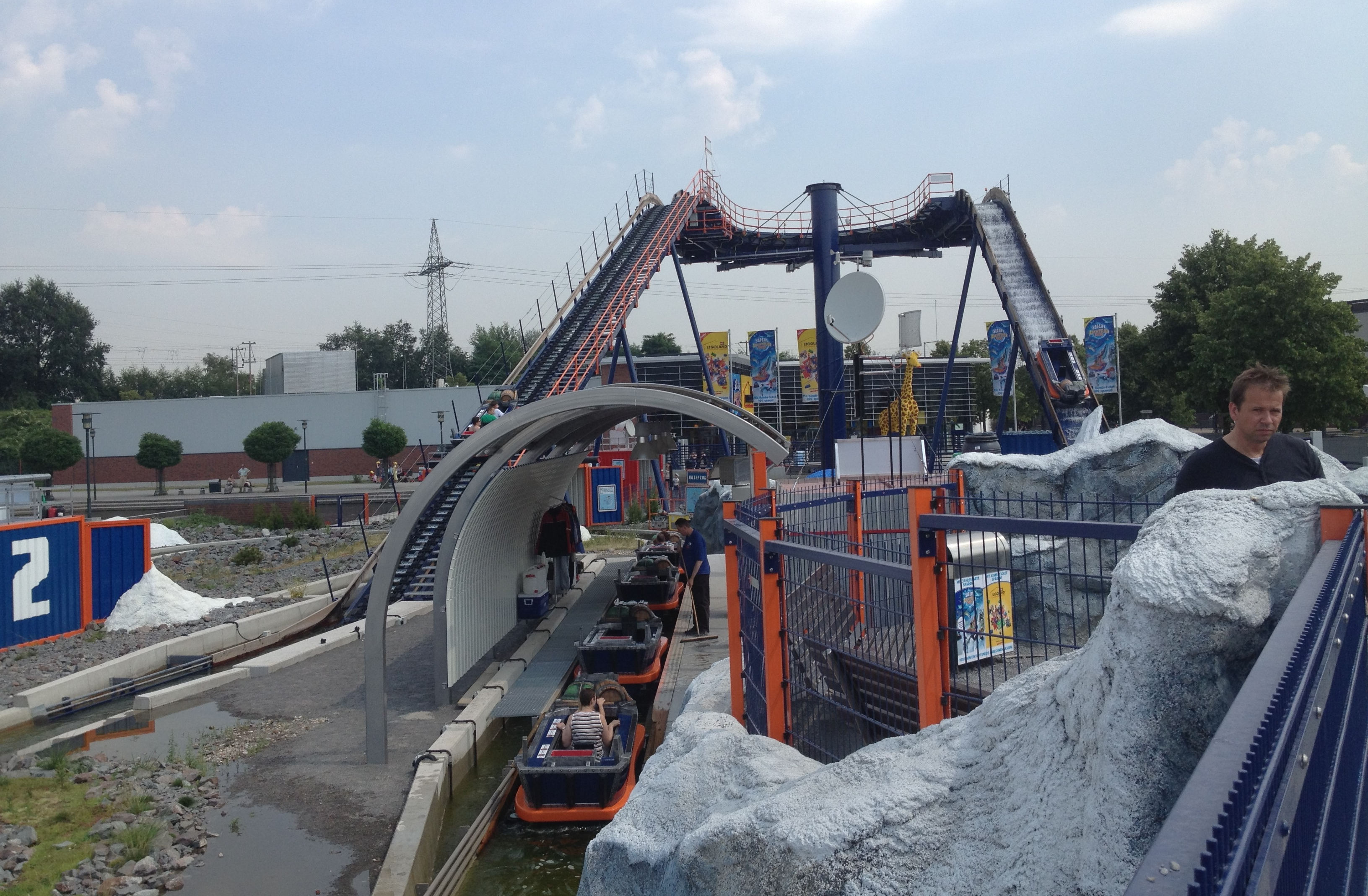
L'attraction Pinguine! Abenteuer Antarktis.